# 11158 Cirou
11158 Cirou è un asteroide della fascia principale. Scoperto nel 1998, presenta un'orbita caratterizzata da un semiasse maggiore pari a 2,1950793 UA e da un'eccentricità di 0,0603003, inclinata di 2,87321° rispetto all'eclittica.